# 互市
互市（ごし）とは、中国の歴代王朝が国境地点にもうけた公認の対外交易場である。またここから転じて、明朝後期から清朝期にかけての、中国の対外貿易システムを指すこともある。
漢代には、互市で南越や匈奴、鮮卑と交易を行っていたことが確認されている。唐代では、対外貿易を行う海港を市舶とし、港における互市を管理させた。
明朝は当初、海禁政策を取り、朝貢によらない私貿易を厳禁した。日明貿易で行われた勘合貿易は、中国側にとっては朝貢貿易の一環であった。しかし16世紀後半になると後期倭寇により海禁政策は行き詰まり、朝貢によらない私貿易を容認した。これは次の清朝にも引き継がれ、朝貢体制の外側に、外交を伴わない形での互市体制が作られることになる。江戸時代の日本も互市体制のもとで清朝側と貿易を行った。
ただし清朝は海禁を完全に解いて自由貿易を認めたわけではなく、様々な規制を設けて管理しようとした。その一つが欧米との貿易を広州のみに絞った広東貿易体制である。だがこうした規制の試みはアヘン戦争の敗戦とその結果の南京条約により、放棄されていった。
清代に互市が行われた主な地点
- キャフタ
- 上海（江海関）
- 寧波（浙海関）
- 厦門（閩海関）
- 広州（粤海関）